# 김천우체국
김천우체국은 경상북도 김천시 전역을 관할하는 경북지방우정청 소속 우체국이다.

## 기본 정보
- 우편번호: 740-010
- 주소: 경상북도 김천시 중앙시장3길 22

## 연혁
- 1904년 6월 1일: 김천우체사 개국
- 1950년 1월 12일: 김천우체국 개칭
- 1982년 1월 1일: 전기통신업무 분리
- 1983년 7월 7일: 현 청사 준공(대지면적 2,858m2, 연면적 2,758m2)
- 1997년 10월 1일: 편제개편(관리과, 영업과, 업무과, 지도실)
- 2001년 5월 1일: 편제개편(영업과, 우편물류과, 마케팅지원실)
- 2003년 7월 7일: 편제개편(영업과, 우편물류과, 경영지도실)
- 2003년 12월 2일: 영업과 공중실 리모델링
- 2012년 7월 2일: 지례우체국을 김천지례우체국으로, 대덕우체국을 김천대덕우체국으로, 농소우체국을 김천농소우체국으로, 개령우체국을 김천개령우체국으로 명칭 변경[1]
- 2014년 1월 1일: 우편구역을 다음과 같이 고시[2]

| 배달국     | 배달구역                                                                                     | 구역번호                    |
| ---------- | -------------------------------------------------------------------------------------------- | --------------------------- |
| 김천우체국 | 김천시, 아포읍, 감문면 · 감천면 · 개령면 · 농소면 · 남면 · 대항면 · 봉산면 · 어모면 · 조마면 | 39500 ~ 39683 39693 ~ 39694 |
| 지례우체국 | 지례면 · 구성면 · 대덕면 · 부항면 · 증산면                                                   | 39684 ~ 39692 39695 ~ 39698 |

- 2017년 1월 2일: 혁신도시출장소 개소[3]
- 2017년 12월 29일: 김천아포우체국 별정우체국 폐국[4]
- 2018년 1월 2일: 김천아포우체국(6급) 신설[4]
- 2018년 4월 30일: 김천감천우체국 별정우체국 폐국[5]
- 2021년 3월 1일 : 우편구역을 다음과 같이 고시[6]

| 배달국     | 배달구역                                                                                     | 구역번호                    |
| ---------- | -------------------------------------------------------------------------------------------- | --------------------------- |
| 김천우체국 | 김천시, 아포읍, 감문면 · 감천면 · 개령면 · 농소면 · 남면 · 대항면 · 봉산면 · 어모면 · 조마면 | 39500 ~ 39683 39693 ~ 39694 |
| 지례우체국 | 지례면 · 구성면 · 대덕면 · 부항면 · 증산면                                                   | 39684 ~ 39692 39695 ~ 39698 |

- 2021년 7월 1일 : 김천우체국 김천혁신도시출장소 폐국 및 김천혁신도시우체국 개국[7]

## 관할 우체국
| 우체국명           | 사진 | 주소                                               | 비고                                                 |
| ------------------ | ---- | -------------------------------------------------- | ---------------------------------------------------- |
| 김천감문우체국     |      | 경상북도 김천시 감문면 감문로 1125-3(삼성리)       |                                                      |
| 김천감천우체국     |      | 경상북도 김천시 감천면 금감로 1572(광기리)         | 2018년 4월 30일 별정우체국 폐국                      |
| 김천개령우체국     |      | 경상북도 김천시 개령면 동부길 59-9(동부리)         | 2012년 7월 2일 개령우체국에서 명칭 변경              |
| 김천구성우체국     |      | 경상북도 김천시 구성면 남김천대로 2375-1(상좌원리) |                                                      |
| 김천금산우편취급국 |      | 경상북도 김천시 대학로 114(교동)                   |                                                      |
| 김천남면우체국     |      | 경상북도 김천시 남면 농남로 496-1(운곡리)          |                                                      |
| 김천농소우체국     |      | 경상북도 김천시 농소면 농남로 54(월곡리)           | 2012년 7월 2일 농소우체국에서 명칭 변경              |
| 김천대덕우체국     |      | 경상북도 김천시 대덕면 남김천대로 726(관기리)      | 2012년 7월 2일 대덕우체국에서 명칭 변경              |
| 김천봉산우체국     |      | 경상북도 김천시 봉산면 덕천2길 4(덕천리)           |                                                      |
| 김천부곡동우체국   |      | 경상북도 김천시 부곡맛고을1길 121(부곡동)          |                                                      |
| 김천부항우체국     |      | 경상북도 김천시 부항면 부항로 993(월곡리)          |                                                      |
| 김천신음동우체국   |      | 경상북도 김천시 신음새동네길 60(신음동)            |                                                      |
| 김천아포우체국     |      | 경상북도 김천시 아포읍 한지2길 2(국사리)           | 2017년 12월 29일 별정우체국 폐국 2018년 1월 2일 신설 |
| 김천어모우체국     |      | 경상북도 김천시 어모면 어모로 254(중왕리)          |                                                      |
| 김천역전우체국     |      | 경상북도 김천시 김천로 80(평화동)                  |                                                      |
| 김천조마우체국     |      | 경상북도 김천시 조마면 강곡1길 61(강곡리)          |                                                      |
| 김천증산우체국     |      | 경상북도 김천시 증산면 증산1로 12(유성리)          |                                                      |
| 김천지례우체국     |      | 경상북도 김천시 지례면 장터길 14(교리)             | 2012년 7월 2일 지례우체국에서 명칭 변경              |
| 김천혁신도시우체국 |      | 경상북도 김천시 혁신로 274 (율곡동)                | 2021년 7월 1일 신설                                  |
| 직지사우체국       |      | 경상북도 김천시 대항면 황악로 1446(향천리)         |                                                      |
| 혁신도시출장소     |      | 경상북도 김천시 혁신로 274 (율곡동)                | 2017년 1월 2일 개소 2021년 7월 1일 폐소              |

## 조직
- 경영지도실
- 우편물류과
- 영업과